# 唐沢弘光
唐沢 弘光（唐澤 弘光、からさわ ひろみつ、1900年 - 1980年）は、日本の撮影技師、映画監督である。帝国キネマ演芸在籍時代に映画監督を務めているが、やがて撮影技師に専念した。俳優大河内傳次郎、監督伊藤大輔とのトリオを組んだ傑作群で知られるカメラマンである。

## 人物・来歴
1900年（明治33年）に生まれる。
1918年（大正7年）、天然色活動写真（天活）に入社、日暮里撮影所撮影部で助手として働く。1919年（大正8年）に開設された天活巣鴨撮影所に異動、1920年（大正9年）、同社は国際活映（国活）に吸収されるが、同社の大阪支社と小阪撮影所を引き継いだ帝国キネマ演芸（帝キネ）に参加する。
帝キネ在籍時の1921年（大正10年）、中川紫郎監督の『怪談布引滝』で技師に昇進する。1925年（大正14年）、帝キネ芦屋撮影所製作の『白河小天狗』前篇・後篇で映画監督としてデビューする。1927年（昭和2年）までに24本を監督した。同年、日活大将軍撮影所に移籍した。
1927年（昭和2年）、日活大将軍移籍第1作は、伊藤大輔と初のタッグである『下郎』であった。大河内・伊藤・唐沢のトリオは、同年12月27日公開の『忠次旅日記 御用篇』からである。
1934年（昭和9年）、前年に設立されたピー・シー・エル映画製作所に移籍、東京世田谷の祖師谷に居を移す。1935年（昭和10年）には山本嘉次郎監督の『エノケンの近藤勇』を手がけた。
第二次世界大戦終結後のフィルモグラフィは不明であるが、教育映画やテレビ映画を手がけた。
1980年（昭和55年）、死去。満79-80歳没。

## エピソード
唐沢は昭和3年に伊藤大輔と組んだ『新版大岡政談』で、大河内傳次郎の「丹下左膳」を当たり役としているが、大河内は強度の近眼であったため立ち回りがすさまじく、並のキャメラマンでは大河内の疾走をフレームに収められなかった。
そこで唐沢は、この映画のためにゼンマイ式アイモキャメラを用意。手持ち用の小型キャメラを駆使して、左膳と一緒に駆け回りながら撮影するという手法を編み出した。大河内の鬼気迫る韋駄天走りと、手持ち撮影ならではの迫力は、ラッシュ試写でこれを観た伊藤監督以下スタッフを圧倒させ、また公開されるや大評判となった。

## フィルモグラフィ

### 帝国キネマ演芸
特筆以外は撮影技師である。
1921年
- 『怪談布引滝』 : 監督中川紫郎
- 『小楠公』 : 監督中川紫郎、共同撮影大森勝・中川章
- 『実録忠臣蔵』 : 監督中川紫郎、撮影大森勝 - 応援撮影
- 『忍術種あかし』 : 監督中川紫郎、共同撮影大森勝

1922年
- 『白狐の功』 : 監督中川紫郎、共同撮影大森勝
- 『日蓮記』 : 監督中川紫郎、共同撮影岡部繁之
- 『笠森お仙』 : 監督不明
- 『蟇飛大輔』 : 監督中川紫郎
- 『奴の小万』 : 監督中川紫郎
- 『水戸黄門』 : 監督中川紫郎
- 『天下三刀斎』 : 監督中川紫郎
- 『宮本左門之助』 : 監督中川紫郎
- 『武蔵坊弁慶 前後篇』 : 監督中川紫郎
- 『敵討根上り松』 : 監督中川紫郎
- 『霧隠才蔵』 : 監督中川紫郎
- 『先代萩御殿と床下』 : 監督中川紫郎

1923年
- 『敵討天下茶屋』 : 監督中川紫郎
- 『小金井小次郎』 : 監督中川紫郎
- 『荒木又右衛門』 : 監督中川紫郎
- 『木津勘助』 : 監督中川紫郎
- 『加賀鳶』 : 監督中川紫郎
- 『森訓導鉄路の露』 : 監督賀古残夢、帝国キネマ芦屋撮影所
- 『新累物語』 : 監督中川紫郎
- 『後藤隠岐』 : 監督中川紫郎
- 『親なき雀』 : 監督松本英一、帝国キネマ芦屋撮影所
- 『袈裟と盛遠』 : 監督中川紫郎
- 『鳥辺山心中』 : 監督中川紫郎、帝国キネマ小坂撮影所
- 『水郷の唄』 : 監督中川紫郎
- 『鼠小僧』 : 監督中川紫郎
- 『孤島の落人』 : 監督中川紫郎、帝国キネマ小坂撮影所
- 『帰らぬ女』 : 監督賀古残夢、帝国キネマ芦屋撮影所
- 『四宮政子』 : 監督松本英一、帝国キネマ芦屋撮影所

1924年
- 『孤島の落人』 : 監督中川紫郎、帝国キネマ小坂撮影所
- 『羅馬の使者』 : 監督中川紫郎、帝国キネマ小坂撮影所
- 『恋し得ぬ恋』 : 監督若山治、帝国キネマ芦屋撮影所
- 『兵学大講義』 : 監督中川紫郎、帝国キネマ小坂撮影所
- 『落城の唄』 : 監督中川紫郎、帝国キネマ小坂撮影所
- 『大盗伝 第三篇 争闘篇』 : 監督松本英一、帝国キネマ芦屋撮影所
- 『情熱の火』 : 監督中川紫郎、帝国キネマ小坂撮影所
- 『盲目の幸福』 : 監督長尾史録、帝国キネマ小坂撮影所
- 『遠山桜 後篇』 : 監督中川紫郎、帝国キネマ小坂撮影所
- 『三勝半七』 : 監督中川紫郎、帝国キネマ小坂撮影所
- 『春風怨』 : 監督中川紫郎、帝国キネマ小坂撮影所
- 『小豆島』 : 監督中川紫郎、帝国キネマ小坂撮影所
- 『広瀬中佐』 : 監督若山治、帝国キネマ芦屋撮影所
- 『或る夜のスケッチ』 : 監督深川ひさし、脚本伊藤大輔、帝国キネマ芦屋撮影所
- 『清水次郎長 第一篇』 : 監督広瀬五郎、帝国キネマ小坂撮影所
- 『清水次郎長 第二篇』 : 監督長尾史録、帝国キネマ小坂撮影所
- 『東海道膝栗毛 第一篇』 : 監督長尾史録、帝国キネマ小坂撮影所
- 『白藤権八郎 第二篇』 : 監督長尾史録、帝国キネマ小坂撮影所
- 『東海道膝栗毛 第二篇』 : 監督長尾史録、帝国キネマ小坂撮影所
- 『熱火』 : 監督古海卓二、帝国キネマ芦屋撮影所
- 『悪魔は永遠に』 : 監督長尾史録、帝国キネマ小坂撮影所
- 『雲霧仁左衛門』 : 監督森要
- 『夜明けまで』 : 監督広瀬五郎、帝国キネマ小坂撮影所

1925年
- 『白刃閃く』 : 監督広瀬五郎
- 『高杉晋作』 : 監督広瀬五郎、帝国キネマ小坂撮影所

### アシヤ映画
1925年
- 『初恋の頃』 : 監督松本英一
- 『一躍大家』 : 監督佐藤喜一郎（佐藤樹一路）
- 『愛の憎悪』 : 監督志波西果
- 『逆流の血』 : 監督馬場春宵
- 『大自然の叫び』 : 監督志波西果
- 『鮫竜横わる』 : 監督志波西果
- 『山の一家』 : 監督志波西果

### 帝国キネマ芦屋撮影所
1925年
- 『隼七之助 前篇』 : 監督馬場春宵
- 『水郷の唄』 : 監督松本英一
- 『名犬ジャック』 : 監督志波西果
- 『弁天小僧 前篇』 : 監督古海卓二
- 『弁天小僧 後篇』 : 監督古海卓二
- 『最後の一兵まで』 : 監督古海卓二
- 『血刃』 : 監督・主演市川百々之助、撮影立花幹也 - 編集のみ
- 『白河小天狗 前篇』 : 撮影立花幹也 - 監督

1926年
- 『白河小天狗 後篇』 : 撮影立花幹也 - 監督
- 『相模屋政五郎』 : 撮影鍋木英一 - 監督
- 『業平小僧と牛若半次』 : 撮影高橋武則 - 監督
- 『怪龍丸』 : 撮影立花幹也 - 監督
- 『恋の清水一角』 : 撮影立花幹也 - 監督
- 『討てざりし敵討』 : 撮影立花幹也 - 監督
- 『お富与三郎』 : 撮影高橋武則 - 監督
- 『伊達新三』 : 撮影高橋武則 - 監督
- 『左刃縦横』 : 撮影立花幹也 - 監督
- 『南郷力丸 前篇』 : 撮影立花幹也 - 監督
- 『南郷力丸 後篇』 : 撮影立花幹也 - 監督
- 『後の新三』 : 撮影高橋武則 - 監督
- 『落武者』 : 撮影隅田博 - 監督
- 『剣魔』 : 撮影立花幹也 - 監督
- 『小桜銀次 前篇』 : 撮影二宮義暁 - 監督
- 『小桜銀次 後篇』 : 撮影二宮義暁 - 監督
- 『米一丸 前篇』 : 撮影岡本静夫 - 監督
- 『米一丸 後篇』 : 撮影三木茂 - 監督

1927年
- 『夢見重太郎 前後篇』 : 撮影岡本静夫 - 監督
- 『兄弟』 : 撮影高橋武則 - 監督
- 『剣雄』 : 撮影立花幹也 - 監督
- 『子煩悩』 : 撮影岡本静夫 - 監督
- 『二人長兵衛』 : 撮影谷口禎 - 監督

### 日本映画プロダクション奈良撮影所
1927年
- 『宣戦布告』 : 監督志波西果
- 『東海道四谷怪談』 : 監督中川紫郎

### 日活大将軍撮影所
1927年
- 『下郎』 : 監督伊藤大輔
- 『仇討走馬燈』 : 監督伊藤大輔

### 日活太秦撮影所
1927年
- 『忠次旅日記 御用篇』 : 監督伊藤大輔

1928年
- 『血煙高田馬場』 : 監督伊藤大輔
- 『裏切られ物』 : 監督中山呑海
- 『新版大岡政談 第一篇』 : 監督伊藤大輔
- 『新版大岡政談 第二篇』 : 監督伊藤大輔
- 『新版四谷怪談』 : 監督伊藤大輔
- 『新版大岡政談 第三篇・解決篇』 : 監督伊藤大輔
- 『維新の京洛 竜の巻』 : 監督池田富保

1929年
- 『一殺多生剣』 : 監督伊藤大輔、市川右太衛門プロダクション / 松竹キネマ
- 『斬人斬馬剣』 : 監督伊藤大輔、松竹京都撮影所 / 松竹キネマ

1930年
- 『続大岡政談 魔像篇第一』 : 監督伊藤大輔
- 『素浪人忠弥』 : 監督伊藤大輔
- 『興亡新選組 前史』 : 監督伊藤大輔
- 『興亡新選組 後史』 : 監督伊藤大輔
- 『旅姿上州訛』 : 監督伊藤大輔

1931年
- 『侍ニッポン 前篇』 : 監督伊藤大輔
- 『侍ニッポン 後篇』 : 監督伊藤大輔
- 『鼠小僧旅枕』 : 監督伊藤大輔
- 『続大岡政談 魔像解決篇』 : 監督伊藤大輔
- 『御誂次郎吉格子』 : 監督伊藤大輔

1932年
- 『明治元年』 : 監督伊藤大輔
- 『薩摩飛脚 東海篇』 : 監督伊藤大輔
- 『煩悩秘文書 流星篇』 : 監督渡辺邦男

1933年
- 『堀田隼人』 : 監督伊藤大輔、片岡千恵蔵プロダクション / 日活

### P.C.L.映画製作所
1934年
- 『踊り子日記』 : 監督矢倉茂雄
- 『エノケンの青春酔虎伝』 : 監督山本嘉次郎
- 『あるぷす大将』 : 監督山本嘉次郎

1935年
- 『坊つちやん』 : 監督山本嘉次郎
- 『すみれ娘』 : 監督山本嘉次郎
- 『いたづら小僧』 : 監督山本嘉次郎
- 『エノケンの近藤勇』 : 監督山本嘉次郎

1936年
- 『エノケンのどんぐり頓兵衛』 : 監督山本嘉次郎
- 『吾輩は猫である』 : 監督山本嘉次郎
- 『エノケンの千万長者』 : 監督山本嘉次郎
- 『続エノケンの千万長者』 : 監督山本嘉次郎

1937年
- 『戦国群盗伝 前篇 虎狼』 : 監督滝沢英輔、製作提携前進座 / 東宝映画配給
- 『戦国群盗伝 後篇 暁の前進』 : 監督滝沢英輔、製作提携前進座 / 東宝映画配給
- 『エノケンのちゃっきり金太 前篇 第一話 まゝよ三度笠の巻・第二話 行きはよいよいの巻』 : 監督山本嘉次郎
- 『エノケンのちゃっきり金太 後篇 第三話 帰りは怖いの巻・第四話 まてば日和の巻』 : 監督山本嘉次郎
- 『維新秘話 戦ひの曲』 : 監督渡辺邦男

### 東宝映画東京撮影所
1938年
- 『街に出たお嬢さん』 : 監督大谷俊夫
- 『虹に立つ丘』 : 監督渡辺邦男
- 『エノケンのびっくり人生』 : 監督山本嘉次郎

1939年
- 『エノケンのがっちり時代』 : 監督山本嘉次郎
- 『忠臣蔵 後篇』 : 監督山本嘉次郎
- 『喧嘩鳶 前篇』 : 監督石田民三
- 『喧嘩鳶 後篇』 : 監督石田民三
- 『エノケンの森の石松』 : 監督中川信夫
- 『東京の女性』 : 監督伏水修

1940年
- 『快速部隊 都会篇・戦線篇』 : 監督安達伸男
- 『釣鐘草』 : 監督石田民三、東宝映画京都撮影所
- 『続蛇姫様』 : 監督衣笠貞之助
- 『闘ふ男』 : 監督石田民三

1941年
- 『エノケン・虎造の春風千里』 : 監督石田民三
- 『馬』 : 監督山本嘉次郎、製作提携映画科学研究所 / 東宝映画
- 『をり鶴七変化 前篇』 : 監督石田民三
- 『をり鶴七変化 後篇』 : 監督石田民三
- 『雲月の妹の歌』 : 監督石田民三
- 『巷に雨の降る如く』 : 監督山本嘉次郎

## 参考書籍
- 『日本映画縦断 1 傾向映画の時代』、竹中労、白川書院、1974年

## 註
1. 1 2 3 4 5 6 7 8  シリーズ・日本の撮影監督 1、東京国立近代美術館フィルムセンター、2010年1月27日閲覧。
2. 1 2 3 4 5 6 7 8  唐沢弘光、日本映画データベース、2010年1月27日閲覧。
3. ↑  『日本映画縦断 1 傾向映画の時代』、p.117.
4. ↑  『夢は大空を駆けめぐる　恩師円谷英二伝』（うしおそうじ、角川書店）